# Campionat del Món de motociclisme de 1987
La temporada de 1987 del Campionat del món de motociclisme fou la 39a edició d'aquest campionat, organitzat per la FIM. El 1987 va ser el primer any que les arrencades per mitjà d'embragatge van substituir, per motius de seguretat, les històriques arrencades per empenta. Aquell any, a més, la FIM va anunciar que la classe dels 80cc es deixaria de disputar després de la temporada de 1989 i que la classe de 125cc es restringiria a motos monocilíndriques.
La ronda portuguesa es va celebrar al circuit del Jarama, Espanya, perquè la Federació Portuguesa havia transferit els seus drets als propietaris d'aquell circuit. Al circuit de Suzuka s'hi va celebrar el primer Gran Premi del Japó en 20 anys. Juntament amb les rondes del Brasil i l'Argentina, el campionat s'estava convertint en un veritable campionat mundial.
L'última ronda del campionat va ser el Gran Premi de l'Argentina, un país que no havia acollit cap Gran Premi de motociclisme des de 1982. La pèssima organització de l'esdeveniment, però, va fer que la prova gairebé fos boicotejada pels pilots i els seus equips i el Gran Premi va esdevenir una taca a l'expedient dels organitzadors. La seguretat de l'Autódromo Municipal del Parque Almirante Brown de Buenos Aires era totalment inadequada per a les curses; l'organització d'aquest Gran Premi va ser tan dolenta que els espectadors tenien fàcil accés al mig de la pista mentre es disputaven les curses. El Gran Premi de l'Argentina no es va tornar a convocar fins al 1994.

## Resum de la temporada
Wayne Gardner va esdevenir el primer campió del món de 500cc australià en una temporada en què va sumar punts a tots els Grans Premis. Randy Mamola va acabar subcampió una vegada més, aquest cop un punt per davant d'Eddie Lawson malgrat les cinc victòries d'aquest.
La defensa del veneçolà Carlos Lavado del seu títol de 250cc es va veure afectada per les lesions sofertes en un accident de pretemporada. Anton Mang va aconseguir-hi el seu cinquè campionat mundial per davant d'unes altres quatre Honda. Sito Pons fou tercer, empatat a punts i nombre de victòries (una) amb el subcampió, Reinhold Roth. Aquell any, una nova marca anuncià la seva arribada a la classe dels 250cc quan l'Aprilia pilotada per Loris Reggiani va guanyar el Gran Premi de San Marino. Fausto Gresini (Garelli) va guanyar deu de les onze curses de 125cc, però va espatllar el seu intent de fer una temporada perfecta quan es va estavellar a l'última ronda, al Jarama. El valencià Jorge Martínez "Aspar" va guanyar el títol de 80cc amb la Derbi per segon any consecutiu.

## Campions del món
Pilots
| 80cc           | 125cc          | 250cc      | 500cc         |
| -------------- | -------------- | ---------- | ------------- |
| Jorge Martínez | Fausto Gresini | Anton Mang | Wayne Gardner |

Constructors
| 80cc  | 125cc   | 250cc | 500cc  |
| ----- | ------- | ----- | ------ |
| Derbi | Garelli | Honda | Yamaha |

Sidecars
| Pilot / Passatger           | Constructor |
| --------------------------- | ----------- |
| Steve Webster / Tony Hewitt | Krauser     |

## Grans Premis

### Sistema de puntuació
Barem de puntuació de 1969 a 1987:
| Posició | 1  | 2  | 3  | 4 | 5 | 6 | 7 | 8 | 9 | 10 |
| Punts   | 15 | 12 | 10 | 8 | 6 | 5 | 4 | 3 | 2 | 1  |

### Calendari
| Cursa | Data           | Gran Premi                   | Circuit        |
| ----- | -------------- | ---------------------------- | -------------- |
| 1     | 29 de març     | Gran Premi del Japó          | Suzuka         |
| 2     | 26 d'abril     | Gran Premi d'Espanya         | Jerez          |
| 3     | 17 de maig     | Gran Premi d'Alemanya        | Hockenheimring |
| 4     | 24 de maig     | Gran Premi de les Nacions    | Monza          |
| 5     | 7 de juny      | Gran Premi d'Àustria         | Salzburgring   |
| 6     | 14 de juny     | Gran Premi de Iugoslàvia     | Rijeka         |
| 7     | 27 de juny     | Dutch TT                     | Assen          |
| 8     | 19 de juliol   | Gran Premi de França         | Le Mans        |
| 9     | 2 d'agost      | Gran Premi de Gran Bretanya  | Donington Park |
| 10    | 9 d'agost      | Gran Premi de Suècia         | Anderstorp     |
| 11    | 23 d'agost     | Gran Premi de Txecoslovàquia | Brno           |
| 12    | 30 d'agost     | Gran Premi de San Marino     | Misano         |
| 13    | 13 de setembre | Gran Premi de Portugal       | Jarama         |
| 14    | 27 de setembre | Gran Premi del Brasil        | Goiânia        |
| 15    | 4 d'octubre    | Gran Premi de l'Argentina    | Buenos Aires   |

### Guanyadors
| Cursa | Gran Premi           | 80cc              | 125cc          | 250cc            | 500cc         | Resultats |
| ----- | -------------------- | ----------------- | -------------- | ---------------- | ------------- | --------- |
| 1     | GP del Japó          |                   |                | Masaru Kobayashi | Randy Mamola  | Resultat  |
| 2     | GP d'Espanya         | Jorge Martínez    | Fausto Gresini | Martin Wimmer    | Wayne Gardner | Resultat  |
| 3     | GP d'Alemanya        | Gerhard Waibel    | Fausto Gresini | Anton Mang       | Eddie Lawson  | Resultat  |
| 4     | GP de les Nacions    | Jorge Martínez    | Fausto Gresini | Anton Mang       | Wayne Gardner | Resultat  |
| 5     | GP d'Àustria         | Jorge Martínez    | Fausto Gresini | Anton Mang       | Wayne Gardner | Resultat  |
| 6     | GP de Iugoslàvia     | Jorge Martínez    |                | Carlos Lavado    | Wayne Gardner | Resultat  |
| 7     | Dutch TT             | Jorge Martínez    | Fausto Gresini | Anton Mang       | Eddie Lawson  | Resultat  |
| 8     | GP de França         |                   | Fausto Gresini | Reinhold Roth    | Randy Mamola  | Resultat  |
| 9     | GP de Gran Bretanya  | Jorge Martínez    | Fausto Gresini | Anton Mang       | Eddie Lawson  | Resultat  |
| 10    | GP de Suècia         |                   | Fausto Gresini | Anton Mang       | Wayne Gardner | Resultat  |
| 11    | GP de Txecoslovàquia | Stefan Dörflinger | Fausto Gresini | Anton Mang       | Wayne Gardner | Resultat  |
| 12    | GP de San Marino     | Manuel Herreros   | Fausto Gresini | Loris Reggiani   | Randy Mamola  | Resultat  |
| 13    | GP de Portugal       | Jorge Martínez    | Paolo Casoli   | Anton Mang       | Eddie Lawson  | Resultat  |
| 14    | GP del Brasil        |                   |                | Dominique Sarron | Wayne Gardner | Resultat  |
| 15    | GP de l'Argentina    |                   |                | Sito Pons        | Eddie Lawson  | Resultat  |

## Classificació dels pilots

### 500 cc
(Llegenda) (En negreta - Pole; En cursiva - Volta ràpida)